# Pyrola dahurica
Pyrola dahurica là một loài thực vật có hoa trong họ Thạch nam. Loài này được (Andres) Kom. miêu tả khoa học đầu tiên năm 1923.